# Gestione delle risorse umane
La gestione delle risorse umane (dall'inglese human resource management) è una funzione aziendale che riguarda la gestione del personale nel suo più vasto significato.

## Storia
Già con il fordismo e con la conseguente introduzione della catena di montaggio, si attuò nel corso del XX secolo una riorganizzazione del lavoro all'interno delle fabbriche (parcellizzazione delle mansioni e standardizzazione della produzione) che segnò conseguentemente dei profondi cambiamenti dell'intera società. Henry Ford infatti mise in relazione la produzione in serie con il consumo di massa; i lavoratori divennero così “consumatori” dei prodotti finali e non solo “fattore di produzione”.
Tuttavia, solo dopo la fine della prima guerra mondiale, negli Stati Uniti d'America prendono avvio i primi studi relativi alla “gestione delle risorse umane”.

In particolar modo si delinearono due diversi approcci:alcuni autori fanno riferimento al modello tayloristico dell'organizzazione ed alle variabili strutturali e socio-tecniche, ai cosiddetti fattori “hard”; mentre a partire dagli anni ottanta del XX secolo, altri autori mettono in evidenza la dimensione sociale e il fattore umano come risorsa strategica, dando quindi importanza ai fattori “soft”.
Storey nel 1992 individuò nel suo lavoro 27 punti chiave che differenziano la gestione delle risorse umane dalla mera direzione del personale. In generale la direzione del personale è vista semplicemente come una serie di attività che hanno come scopo la definizione del contratto lavorativo (e quindi delle varie mansioni da svolgere) e il suo rispetto (vedi anche Torrington e Hall 1987).

## Definizione
Anche se non esiste una definizione comunemente accettata, il punto chiave sta nel vedere il personale come una vera e propria risorsa all'interno dell'organizzazione.
Da questo principio due fondamentali scuole di pensiero si dividono:
- la RBT (resources-based theory) vede tale risorsa come unica fonte di un vantaggio competitivo unico, duraturo e non imitabile e quindi pone la gestione delle risorse umane al centro della strategia aziendale (vedi Barney 1991, Boxall and Purcell 2003).
- la seconda scuola detta anche "soft HRM" partendo dalla analisi di Porter (1985) che vede il vantaggio competitivo raggiungibile solo da una differenziazione del prodotto o da una leadership nei costi, suggerisce quindi un'integrazione (un "fit") delle politiche di gestione delle risorse umane con quelle della strategia generale di impresa (vedi anche Miller 1987).

La gestione delle risorse umane viene spesso fraintesa o usata come sinonimo di direzione del personale (personnel management); la gestione del personale è invece un concetto assai più complesso e ampio che riguarda attività come motivazione, impegno e partecipazione del personale illustrato.
Tra le tante definizioni di gestione delle risorse umane troviamo anche la capacità potenziale di indicare la destinazione o l'indirizzo di adeguate iniziative relative ai diversi scopi operativi dell'azienda, riservandosi altresì la facoltà di decidere adeguatamente rispetto alle difficoltà di tipo logistico o economico a seconda di quali casi si presentino in merito.
In questi ultimi anni la gestione del personale ha subìto grandi trasformazioni, le motivazioni delle quali vanno ricercate nell'andamento del mercato, sempre più competitivo e “veloce” e nell'ambito sindacale teso all'adeguamento della figura del lavoratore ai nuovi canoni richiesti. Appare evidente che il modo di fare impresa oggi è notevolmente cambiato, la gestione del personale tende a non essere più considerata come un costo, ma viene sempre più intesa come facente parte della struttura organizzativa aziendale. Tutto ciò oggi ha consentito, nella gestione delle risorse umane, una maggiore focalizzazione di alcune politiche, quali un maggiore coinvolgimento dei dipendenti nei processi decisionali, attraverso una maggiore comunicazione fra dirigenti e maestranze, il riconoscimento delle prestazioni attraverso i differenti sistemi retributivi, il reclutamento, la selezione e la formazione del personale, in considerazione della crescente flessibilità che oggi viene richiesta nel ricoprire ruoli e mansioni all'interno di un'azienda.

Questo consente di comprendere quanto sia importante il ruolo delle risorse umane nel determinare il successo aziendale, un valore aggiunto che permette di migliorare la produttività in funzione di investimenti applicati al settore ed alle politiche del personale.
A conferma di questo, vi sono Osservatori dedicati al settore HR come l'Osservatorio HR Innovation del Politecnico di Milano, così come aziende che si sono specializzate nel fornire servizi e software per ottimizzare la gestione amministrativa delle Risorse Umane.

## Gestione delle risorse umane e prestazioni
La ricerca dell'impatto delle politiche di gestione delle risorse umane sulle performance aziendali può essere divisa in due gruppi:

### Migliore pratica
Individuano un insieme di politiche di gestione delle risorse umane che possono essere applicate in tutte le circostanze e che avranno un effetto positivo sulle performance aziendali. Pfeffer (1994, 1998) individua 7 "migliori pratiche".

### Best Fit
L'efficacia di tali politiche dipende da fattori esterni e interni alla organizzazione. Tali politiche devono quindi adattarsi ai differenti contesti per avere un riscontro positivo sulle performance. Principali autori sono Miles and Snow (1984) Schuler and Jackson (1987).
Indipendentemente dall'approccio utilizzato, il dibattito riguardante la relazione tra la gestione delle risorse umane e performance è ancora aperto; infatti, nonostante un'ampia condivisione della letteratura su tale positiva relazione, resta comunque il problema nel misurare effettivamente tale rendimento.
Le attività principali della gestione delle risorse umane sono:
- Reclutamento, selezione e valutazione del personale
- Addestramento, formazione e sviluppo del personale
- Valutazione delle performance
- Relazioni Industriali
- Retribuzione del personale

## Addestramento, formazione e sviluppo del personale
Uno dei problemi fondamentali per le aziende è decidere se selezionare ed assumere personale già addestrato o se addestrarlo a proprie spese. Per le aziende il capitale umano è un punto di forza, su cui far leva per la crescita, e la Formazione e l'Addestramento rappresentano gli strumenti principe che si usano per migliorare le competenze dei lavoratori. 
- L'Addestramento ha come obiettivo di aumentare le competenze sia attraverso materiale didattico sia attraverso l'esperienza concreta, quindi operativamente, di abilità chiare e definite.
- La Formazione invece è orientata a infondere nei soggetti la capacità di padroneggiare le situazioni anche non conosciute e la creazione di nuove abilità.

Due sono i tipi di miglioramento:
- quello per cui le competenze acquisite non sono riferibili ad un ben preciso contesto occupazionale o organizzativo;
- quello per cui le competenze sono invece legate all'azienda in cui il dipendente lavora.

## Il piano retributivo
Il piano retributivo è considerato una delle leve più importanti che consentono all'azienda una fattiva collaborazione dai propri addetti e si propone di perseguire finalità di equità interna e di competitività con il mercato del lavoro. Si definisce Equità interna la valutazione oggettiva delle differenze che vi sono tra i vari ruoli organizzativi, focalizzando su ciò che si richiede alle persone che devono ricoprire tali ruoli. La Misura della competitività viene valutata rispetto al mercato esterno del lavoro, riguarda il confronto tra quello che viene corrisposto ad un addetto che ricopre un determinato ruolo e quanto percepisce un lavoratore di un'altra ditta dello stesso settore.
Ciò che influisce sull'entità della retribuzione sono:
- Le esigenze di ruolo;
- Le tendenze reddituali propri dell'azienda negli ultimi anni;
- Il diverso contributo dei vari ruoli ai risultati reddituali e ad elementi che siano rilevanti per le sorti dell'azienda;
- I livelli retributivi nel settore;
- La cultura d'impresa che persegua un orientamento alla persona nel riconoscerle l'erogazione di valori, che garantiscano la possibilità di soddisfare le proprie necessità;
- Il contenuto delle attività che si svolgono in impresa sia semplice o complesso legato, ad esempio, a tecnologie in veloce evoluzione;
- la zona geografica in cui ha sede l'azienda, in funzione dei servizi dati e degli eventuali disagi a cui possono essere sottoposti i lavoratori.

Questi indicatori portano a calmierare la retribuzione in modo differenziato in base ai ruoli. Le retribuzioni si collocano su una linea mediana, localizzandosi in una fascia che si trova tra un livello inferiore e uno superiore. In genere per un lavoratore appena entrato in azienda si colloca nel livello inferiore, ma la sua posizione potrà cambiare passando poi in verticale fino al livello superiore. Attraverso la cosiddetta dinamica retributiva potrà spostarsi all'interno della fascia.
I tre fattori sono:
- l'anzianità nel ruolo;
- la qualità delle prestazioni erogate;
- incremento del potenziale dell'individuo.

Le fasce subiscono variazioni ed aggiornamenti legati alle sorti dell'azienda e all'andamento del mercato in cui essa opera.

## Il ciclo del valore delle risorse umane
Il ciclo del valore delle risorse umane è un modello analitico descrittivo dei rapporti Direzione Risorse Umane-strategie aziendali.
Si basa su quattro nodi fondamentali:
-le persone
-le relazioni
-la prestazione
-la valorizzazione
Nasce e parte dalle persone, portatrici di capitale umano. IL capitale umano si sviluppa con le fasi di:
- socializzazione, che avviene nella famiglia e nella comunità,
- scolarizzazione nell'ambiente della scuola pubblica e privata;
- professionalizzazione nell'ambiente di lavoro e formazione continua.

Il contratto che lega le persone all'azienda può essere inteso sia in termini tecnico-giuridici sia in termini psicologici. È interessante comprendere quindi il cosiddetto contratto psicologico, inteso come una serie di reciproche attese persona-organizzazione. La valorizzazione delle persone e delle loro prestazioni in azienda e contesto lavorativo è inserita nella catena del valore aziendale che a sua volta si conclude con un ritorno di risorse che rientrano nel ciclo del valore. Le caratteristiche e le competenze sono valori che ciascuna persona apporta nella relazione organizzativa.
Altro nodo fondamentale del ciclo è costituito dalle relazioni intese come risultato della sinergia capitale umano-social capital (Edvinson e Malone 1997. Il capitale umano è competenze, capacità delle persone e conoscenze, il social capital è funzione delle relazioni che le persone attivano, di cui sono parte(Lengnick-Hall 2003;Greenhalg 2001). Il tipo di relazione che l'organizzazione attiva riguarda il rispetto per la persona (rapporto giuridico e organizzativo della relazione) e il coinvolgimento emotivo.

## Valutazione e valorizzazione
Un'azienda per poter produrre beni o servizi ha bisogno di acquisire personale dotato di adeguate capacità e competenze e di inserirlo all'interno dell'organizzazione, instaurando con lo stesso una relazione sia contrattuale che psicologica. Quando si parla di “ciclo delle risorse umane”, si deve tener presente che la valorizzazione è l'ultimo step del ciclo stesso e consiste nella verifica dell'aumento di valore al quale il processo produttivo ha condotto.
La valutazione, oltre ad un mezzo per ottenere dati oggettivi sui quali basare eventuali ricompense per i lavoratori, può essere anche un mezzo per misurare come comportamenti e competenze degli stessi influiscano sulla crescita del valore aziendale.
La valutazione quindi può essere vista non solo come forma di controllo dei lavoratori, ma anche come possibilità di passaggio di informazioni e di scambio.
A seconda della cultura organizzativa cui ci si riferisce, la valutazione può assumere connotazioni differenti:
ad esempio nella pubblica amministrazione, nella quale la burocrazia è molto accentuata, la valutazione è per lo più messa in atto per effettuare forme di controllo di un superiore nei confronti di dipendenti subordinati gerarchicamente, mentre in una impresa nella quale vi è una forte spinta all'innovazione e alla crescita, la valutazione potrà diventare un mezzo di condivisione delle informazioni, accrescendo in questo modo le competenze tanto dei lavoratori quanto dell'azienda, contribuendone alla valorizzazione.